# Zhang Guotao
Zhang Guotao (chinês tradicional: 張國燾; chinês simplificado: 张国焘; 26 de novembro de 1897 – 3 de dezembro de 1979) foi um revolucionário político chinês, membro fundador e líder do Partido Comunista de Chinesa (PCC) durante o final da década de 1920 e a de 1930. Escreveu autobiografias a respeito do PCC que contribuem como fonte de informação valiosa sobre sua história inicial.

## Biografia
Zhang nasceu no Condado de Pingxiang, Jiangxi, e se envolveu em atividades revolucionárias durante sua juventude. Zhang estudou marxismo com Li Dazhao enquanto frequentava a Universidade de Pequim em 1916. Após seu papel ativo no Movimento Quatro de Maio em 1919, Zhang se tornou um dos líderes estudantis mais proeminentes e mais tarde se juntou à organização inicial do Partido Comunista  Chinês (PCC) em outubro de 1920. Ele conheceu Mao Zedong, que era bibliotecário e trabalhava na universidade. Zhang atuou como o principal oficial do PCC no primeiro Congresso Nacional do Partido Comunista Chinês em 1921 e foi eleito membro do Bureau Central do PCC encarregado de organizar o trabalho dos revolucionários profissionais . Após o congresso, Zhang ocupou o cargo de Diretor do Secretariado do Sindicato dos Trabalhadores da China e Editor-Chefe do Labor Weekly, onde se tornou um especialista em sindicatos e mobilização. Ele liderou várias greves importantes de trabalhadores ferroviários e têxteis,  o que o tornou um pioneiro do movimento trabalhista na China, juntamente com figuras como Liu Shaoqi e Li Lisan .

## Carreira política

### Início de carreira
Em 1924, Zhang participou do Primeiro Congresso Nacional do Kuomintang (KMT) durante a política de aliança entre os comunistas e o Kuomintang e foi eleito Comissário Substituto do Comitê Executivo Central. Isso ocorreu apesar do fato de Zhang ter se oposto à aliança com o Kuomintang no Terceiro Congresso Nacional do PCC e ter sido repreendido. Em 1925, no Quarto Congresso Nacional do PCC, Zhang foi eleito Comissário do Comitê Central do PCC e Diretor do Departamento de Trabalho e Trabalho Camponês. Em 1926, Zhang era o Secretário Geral da Divisão de Hubei do PCC e, em 1927, foi Comissário do Comitê Central Interino do PCC após o fracasso da revolta do PCC . Zhang, Li Lisan e Qu Qiubai eram os líderes interinos do PCC. Naquela época, Mao liderava apenas um pequeno número de tropas em Jiangxi e Hunan . Em 1928, Zhang foi a Moscou pela segunda vez. Ele se opôs a Wang Ming e ao resto dos " 28 bolcheviques ", um grupo de estudantes chineses em Moscou.  No entanto, Zhang foi eleito membro do Politburo do PCC no Sexto Congresso Nacional realizado na União Soviética e depois como delegado do PCC no Comintern.[carece de fontes?] Zhang e os 28 bolcheviques estavam quase todos reconciliados em 1930, no entanto, e Zhang retornou à China.

### Líder do Soviete de Eyuwan
Na ausência de Zhang, Li Lisan se tornou o líder de facto do PCC. A sua “linha Li Lisan” apelava aos sovietes rurais para lançarem ataques imediatos às principais cidades, o que tinha terminado num fracasso desastroso. No inverno de 1930-1931, Zhang e os 28 bolcheviques expulsaram Li do poder e começaram a colocar os longínquos sovietes rurais sob um controle mais centralizado. Zhang foi enviado para o Soviete de Eyuwan, na fronteira das províncias de Hubei, Henan e Anhui .  Zhang entrou em conflito imediato com os líderes do Quarto Exército Vermelho.  Xu Jishen e os outros comandantes queriam tomar os condados mais ricos do leste de Hubei para resolver a escassez crônica de alimentos em Eyuwan. Zhang comparou o plano ao "aventureirismo" de Li Lisan e, quando eles desobedeceram às suas ordens e tomaram as terras de qualquer maneira, ele obteve permissão do Comitê Central para nomear Chen Changhao comissário político do Quarto Exército Vermelho.   Zhang e Chen acusaram o Quarto Exército Vermelho de agir como uma força de “bandidos-senhores da guerra”, saqueando o campo e rejeitando a disciplina adequada.  Zhang e Chen então expurgaram o exército de centenas de supostos traidores, incluindo Xu.  

### Retiro e a Longa Marcha
Em 1932, a quarta campanha de cerco dos nacionalistas finalmente quebrou o Quarto Exército Vermelho e Zhang foi forçado a liderar uma retirada para o oeste. A força principal perdeu metade de suas tropas durante os combates e a retirada subsequente, sendo reduzida a 15.000 homens. Na região fronteiriça entre as províncias de Shaanxi e Sichuan, ele decidiu estabelecer uma nova base. Lentamente, ele transformou a região em uma próspera região autônoma por meio da reforma agrária e angariando o apoio dos moradores locais, estabelecendo a Federação Soviética do Noroeste da China. Entretanto, quando a prosperidade chegou, Zhang lançou outra série de expurgos. Como resultado, ele e o Exército Vermelho perderam o apoio popular, [carece de fontes?] e ele foi expulso da base vermelha.[carece de fontes?]Em 1935, Zhang e seu exército de mais de 80.000 homens se reuniram com as 10.000 tropas de Mao durante a Grande Marcha. Não levou muito tempo para que Mao e Zhang se envolvessem em desentendimentos sobre questões de estratégia causando uma divisão no Exército Vermelho. O principal desacordo foi a insistência de Zhang em se mudar para o sul para estabelecer uma nova base na região de Sichuan, povoada por minorias étnicas. Mao apontou as falhas de tal movimento, apontando as dificuldades de estabelecer qualquer base comunista em regiões onde a população em geral era revoltada, e insistiu em se mover para o norte para alcançar a base comunista em Shaanxi. Zhang tentou prender e assassinar Mao e seus seguidores, mas fracassou em seu plano devido aos seus próprios funcionários, Ye Jianying e Yang Shangkun, que fugiram para o quartel-general de Mao para informá-lo sobre a conspiração de Zhang. Como resultado, Mao imediatamente moveu suas tropas para o norte e assim escapou da prisão e possível morte. 
As tropas restantes de Zhang, de 21.800 homens, foram posteriormente aniquiladas em 1936 pela força superior de mais de 100.000 soldados combinados dos senhores da guerra Ma Bufang, Ma Hongbin e Ma Zhongying durante os esforços para cruzar o Rio Amarelo e conquistar o território de Ma. Zhang perdeu o poder e a influência para desafiar Mao e teve que aceitar seu fracasso como resultado do desastre, que lhe deixou apenas 427 soldados sobreviventes dos 21.800 originais. [carece de fontes?]
Em 2006, o escritor e produtor Sun Shuyun forneceu um relatório da Grande Marcha que criticou as diversas formas pelas quais o evento foi propagandeado. Embora criticasse Zhang, ela argumentou que não havia evidências de um chamado "telegrama secreto" que havia sido interceptado por Mao, no qual Zhang pretendia usar a força contra o Comitê Central. Além disso, ela mostra que a História oficial do Partido Comunista Chinês foi revisada em 2002 para dizer que Zhang Guotao não ordenou que a Legião Ocidental entrasse em Gansu para construir sua própria base de poder. Em vez disso, todas as ordens originaram-se do Comité Central.

## Fim da carreira do PCC e exílio

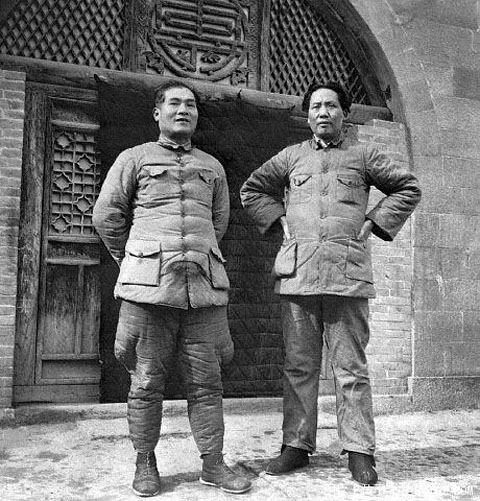
Zhang com Mao Zedong em Yan'an, 1938

Quando Zhang chegou à nova base do PCC em Yan'an, ele havia perdido o poder e se tornado um alvo fácil para Mao. Zhang manteve a posição de presidente da Área de Fronteira de Yan'an e foi frequentemente submetido a humilhações por Mao e seus aliados. Zhang era orgulhoso demais para se aliar a Wang Ming, que havia retornado recentemente de Moscou e estava atuando como representante do Comintern. A popularidade de Zhang no Comintern poderia ter lhe dado outra chance de retornar ao poder se ele tivesse se aliado a Wang. [carece de fontes?]Outra razão pela qual Zhang não se aliou a Wang foi que Wang se gabou de que foi sob sua ordem que cinco líderes seniores do PCC (Yu Xiusong, Huang Chao, Li Te e outros dois — todos oponentes de Wang) foram presos e agora trabalhavam para o senhor de guerra Sheng Shicai em Xinjiang sob a direção do PCC. Todos os cinco foram torturados e executados em uma prisão sob o controle de Sheng Shicai, tendo sido rotulados como trotskistas. No entanto, Sheng Shicai estava agindo sob a direção do PCC, sob o comando de Wang Ming. Depois desse incidente, Zhang desprezou Wang e nunca pensou em apoiá-lo.
Sem nenhum apoiador, Zhang foi expurgado em 1937 na Reunião Ampliada do Politburo do Partido Comunista Chinês, após o que desertou para o Kuomintang em 1938. Porém sem qualquer poder, recursos e apoio, Zhang nunca ocupou nenhum cargo de importância, e após isso, somente realizou pesquisas sobre o PCC para Dai Li. [carece de fontes?]Após a derrota do Kuomintang em 1949, ele se exilou em Hong Kong. Ele emigrou para o Canadá com sua esposa Tzi Li Young em 1968 para se juntar aos seus dois filhos que já viviam em Toronto. 
Ele deu sua única entrevista em 1974, quando disse a um repórter da Canadian Press: "Lavei minhas mãos da política". Em 1978, ele se converteu ao cristianismo sob a influência de um acadêmico chinês. Depois de sofrer vários derrames, ele morreu em um lar de idosos em Scarborough, Ontário, em 3 de dezembro de 1979, aos 82 anos. Ele está enterrado no Cemitério Pine Hills de Scarborough.